# 立川市長による自衛隊員住民登録拒否事件
立川市長による自衛隊員住民登録拒否事件（たちかわしちょうによるじえいたいいんじゅうみんとうろくきょひじけん）は、1973年1月から3月に発生した事件。
自衛隊に批判的な立場をとる阿部行蔵・東京都立川市長（当時）が、当時在日米軍から返還予定であった立川基地の一部を引き継ぐ立川駐屯地開庁のため、同市内へ移駐してきた自衛隊員65名の住民登録を留保したため、当時の立川市市民課長とともに公務員職権濫用罪で弁護士3人から刑事告発された。阿部と市民課長は東京地検特捜部による取り調べを受けたが、結局立川市側が2月に受付を再開したため、起訴猶予処分とされている。

## 経過
1971年8月、阿部の市長就任によって立川市は革新自治体の一つとなったが、阿部は自衛隊移駐反対を掲げており、市役所にも移駐反対の垂れ幕を掲げさせた。立川市議会も一度は全会一致で移駐反対の意見書を決議していた。しかし、1972年1月に保守派の巻き返しによりこの決議は撤回された。
1972年5月には、在日米軍と共催していた「立川市民まつり」について、阿部は立川市として米軍との共催中止を求め、祭自体が中止された。その次に発生したのが花火大会を巡る対立である。阿部は毎年夏期に開催されていた納涼花火大会（その後昭和記念公園開園により呼称変更）について、在日米軍立川基地（当時）との共催を「米軍との共催、自衛隊ブラスバンドの参加がある限り、基地撤去、自衛隊移駐反対を求める市民感情から見て、大会の共催は難しい」と拒否し、市議会で問題となっていた。なお、花火大会は立川基地内の敷地を借りる形で実施しており、議会内での阿部に反対する意見としては「自衛隊の方はともかく、米軍に共催してもらわねば花火大会の会場として予定している基地を貸してくれない。市長こそ市民の感情を無視している」といった内容であった。
市議会は保守系が多数派を占めており、当時の定数36議席のうち、与党の日本共産党は4、日本社会党1に対し、保守系の政和会が23議席を占めていた。そのため本事件以前から、イデオロギー的色彩を強く帯びる形で対立は激化していた。
この花火大会事件の半年後、本事件が起きることとなる。
- 1973年1月6日 - 2月7日　立川市が陸上自衛隊東部方面航空隊所属の65名分の転入届を返却・返送。
- 1973年2月10日　弁護士3名が東京地検に対し阿部行蔵立川市長と市民課長を職権濫用（刑法193条違反）で告発。
- - 1973年2月26日　東京地検特捜部が民生産業部長と市民課長に出頭を求め取り調べ。市民課長は、違法の疑いがあるのを知りつつも上司の命により実行した旨を供述。
- 1973年2月26日　立川市が住民登録の受付開始を決定。反戦グループら20名が市長室へ乱入、市長を吊るし上げる。
- 1973年2月27日　立川市が住民登録の受付を開始。
- 1973年3月5日　東京地検特捜部が阿部行蔵立川市長に任意出頭を求め取り調べ。
- 1973年3月26日　東京地検が市長ら2名を起訴猶予処分。

起訴猶予となった理由としては「個人の利益を侵害して移駐反対闘争を有利に進めようとしたもので犯情は軽くないが、すでに受付を再開し不利益が比較的少なかったこと、自衛隊側が処罰を求めなかったことから」とされた。
1975年の立川市長選挙では、阿部は455票の僅差で保守系候補の岸中士良に破れ、昭和時代の立川市の革新市政は終焉を迎えた。
1970年代には「関東移設計画」として関東地方の在日米軍基地の整理縮小計画が進められ、立川基地の閉鎖により同基地の主たる機能は横田基地に移転された。日本側では防衛施設庁が実務に当たった。
なお、当時は多摩地域の各市で革新自治体が誕生しており、自衛隊の取り扱いについて議論が見られた。一例としては隊員募集事務の拒否があり、国分寺市議会でも国労出身で日本共産党の外山勝将市議が質問している。当時革新市長だった塩谷信雄は「拒否する話はあるが、各市とも統一的な処理はできない。また、拒否してどの程度効果があるか。今後の情勢に応じて対処する。（略）市内の民主勢力に対する援助についてはどの程度まで出来るか検討したい」などと述べている。

## 沖縄県での類似事件
本土復帰直後の沖縄県でも住民登録を拒否する動きがみられた。那覇市では、当時の平良良松市長の考えから1972年12月から1973年2月まで間、隊員の住民登録申請を停止する措置が取られた。南風原町では、1973年1月18日、隊員の住民登録申請書類を持ち込んだ行政書士が、住民登録に反対する労働組合員により軟禁され、最終的に村長自らが直接受理する出来事もあった。

## 防衛白書における記載
こうした事件や、その背景となった自衛官への差別については、防衛白書などにも記録されている。
最初の白書『日本の防衛』が刊行された1970年、当時の防衛庁長官中曽根康弘は次のような談話を寄せている。
事件後の『防衛白書（昭和51年版）』には次のように記されている。